# Matras

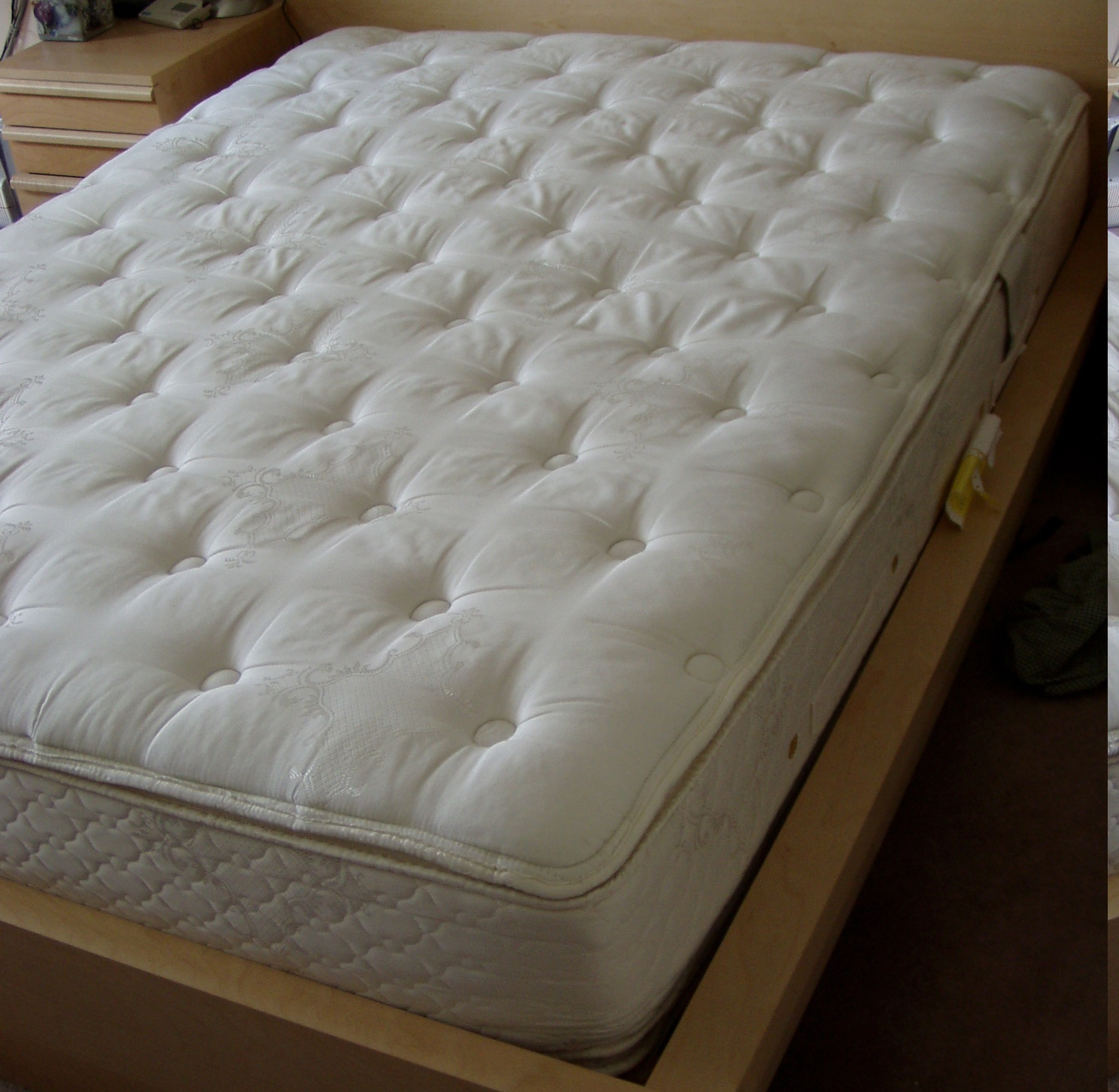
Een matras met een topmatras erop.

Een matras is een lichaamsondersteunend onderdeel van een bed. Het wordt in een ledikant, op een lattenbodem, een spiraalbodem, of op een boxspring gelegd en ondersteunt het lichaam bij het liggen.
De afmetingen verschillen per land. Een eenpersoonsmatras in de Benelux meet 90 x 200 cm. Een tweepersoonsmatras meet 180 x 200 cm. Een 
"twijfelaar" zit er tussenin, en meet 120 x 200 cm.

## Soorten matrassen naar het gebruikte materiaal
Er bestaan vele verschillende soorten matrassen. 
Wat de beste matras is, is strikt persoonlijk en is afhankelijk van wat de gebruiker het meest comfortabel vindt. Vier belangrijke factoren: het comfort van de matras (hard of zacht?), de uitlijning van de wervelkolom (vermijdt rugpijn), de drukverdeling en temperatuursregulatie.

### Schuim
- Polyether matras van polyetherschuim. Dit is het goedkoopste type polyurethaanschuim. Soms wordt dit type matras ten onrechte schuimrubber genoemd. Het polyetherschuim kan gemaakt worden met veel of weinig lucht per kubieke meter. Dat wordt aangegeven met het soortelijk gewicht (SG). Een matras met indicatie SG20 heeft schuim dat 20 kg per kubieke meter weegt, en is een matras die relatief snel hardheid verliest en weinig ondersteuning geeft. Een matras van SG40 is duurzamer, veerkrachtiger en comfortabeler. Onafhankelijk van het soortelijk gewicht kan polyetherschuim in stugge en soepele varianten gefabriceerd worden.
- Koudschuim is een type polyurethaanschuim, waarvan vaak ten onrechte verondersteld wordt dat bij de fabricage geen hoge reactietemperaturen ontstaan. Dit is onjuist. De term 'koudschuim' is afgeleid van de term 'cold cure moulding': schuim dat in niet verwarmde vormmallen wordt geproduceerd. De juiste benaming voor koudschuim is eigenlijk High Resilience (HR) schuim, ofwel schuim met hoge veerkracht. Ook de termen PU-schuim of PU-foam worden voor producten gebruikt. Koudschuim, HR-schuim of PU-foam heeft van nature een enigszins onregelmatige, open celstructuur waardoor het materiaal zeer goed ademt en goed vocht afvoert. Kuilvorming komt bij koudschuim minder voor. Het materiaal is zeer veerkrachtig en biedt een hoog comfort gekoppeld aan een lange levensduur. Belangrijk is de dichtheid van het materiaal, een dichtheid boven de  35 kg/m³ garandeert een hoge kwaliteit. In principe geldt hoe hoger de dichtheid, hoe beter de kwaliteit. Voor matrassen wordt soms een kwaliteit van HR35 gebruikt tot een HR65 voor de beste meest duurzame matrassen of oplegmatrassen. HR-schuim is vlamvertragend en soms ook vlamdovend.
- Traagschuim is een visco-elastisch polyurethaanschuim en wordt zachter door warmte. Na indrukking keert het, in 0,5 tot 5 seconden, langzaam terug in de oorspronkelijke vorm. Door de lichaamstemperatuur vormt het materiaal zich naar de lichaamscontouren, waardoor het gewicht van de slaper egaal verdeeld wordt over het contactoppervlak en er nagenoeg geen drukpunten zijn. Dit is het grote voordeel van traagschuim: het draagt bij aan een goede doorbloeding en daarom wordt het gebruikt in ziekenhuismatrassen ter voorkoming van decubitus. Door het vermijden van drukpunten, hoeft de slaper minder van houding te veranderen en slaapt daardoor dieper, aldus een theorie. Echter, volgens een andere theorie is slapen juist actief en lijken bepaalde slaaphoudingen gerelateerd aan bepaalde slaapfasen. Daarom is het van belang om makkelijk te kunnen draaien. Dit kan moeizaam zijn op een matras met een kern van traagschuim door het gebrek aan actieve tegendruk; voor gezonde mensen is dit misschien niet wenselijk. Daarnaast zorgt een goede drukverdeling niet direct voor een correcte rug-ondersteuning en is het contactoppervlak van de slaper met de matras (soms te) groot, doordat het lichaam van de slaper meer 'in' de matras ligt. Traagschuim kent een hoge warmte-isolatie en ventileert matig bij hoge dichtheden.
- Latex of schuimrubbermatras. Schuimrubber is van oorsprong een natuurproduct, maar wordt ook langs chemische weg uit nafta vervaardigd. Het grote verschil tussen natuurlatex en synthetische latex is dat synthetische latex in veel mindere mate poreus is dan natuurlijke. Volgens de Europese norm mag een matras met minimaal 40% aandeel van natuurlatex al een natuurlatexmatras worden genoemd. De Zwitserse norm ligt hoger; pas bij een aandeel van meer dan 85% natuurlatex mag een schuimrubbermatras als natuurlatex worden aangeboden. Matraskernen die uit volledig natuurlatex bestaan, komen uit de productiegebieden van de latex zoals Zuidoost-Azië. In Europa worden deze matraskernen geproduceerd uit geïmporteerd latexsap en is een zeer complexe productiemethode, die slechts door een enkele fabrikant wordt beheerst. Deze fabrikanten kunnen ook in Europa een latexmatraskern fabriceren, die uit meer dan 85% natuurlatex bestaat. In tegenstelling tot de vaak gehoorde stelling dat de gaten in latexmatrassen dienen voor ventilatie zijn deze het gevolg van holle pennen, die op de bodem en deksel van een gietmal zijn gemonteerd, zodat bij het koken in 115 graden water het hete water voor een goede gelijkmatige uitharding van het latexschuim zorgt. Daarbij worden dikkere en dunnere holle pijpen gebruikt om zones in de matraskern te maken. Bij toepassing van dikkere pijpen ontstaat een soepeler gedeelte daar er minder schuim op die plaats zit. Bij een schouderzone is dat nodig. Bij een taillezone daarentegen zullen de dunste pijpjes worden gebruikt om met meer latex meer steun te geven.
- Microbenwerende matras: matrassen die onder andere in ziekenhuizen gebruikt worden. Ze beschikken over een speciale coating die is opgebouwd uit drie lagen en die bescherming biedt tegen microben. Dit type matras is waterbestendig, volledig wasbaar, ondoorlatend en brandvrij.
- 3D-matrassen: deze matrassen hebben een hoes gemaakt van 3D-vezelvlechtwerk en een kern met een of meerdere lagen 3D-vezelvlechtwerk. Dit textielmateriaal is mogelijk in diktes van 2 mm tot 40 mm, en door te variëren in hardheid van de weefsels en de vezels zijn de toepassingen zeer uiteenlopend: zittingen van auto's, sportartikelen en in matrassen, dit om de ventilatie te verbeteren. Matrashoezen gemaakt van 3D-vezelvlechtwerk zijn anti-allergeen, antistatisch, vrij van schadelijke stoffen en resistent tegen huisstofmijt en schimmels. De kernen bestaan uit verschillende combinaties waarbij de basis is opgebouwd met pocketvering, latex (schuimrubber) of HR-koudschuim (polyetherschuim) echter altijd met een dikke comfortlaag van een 3D-vezelvlechtwerk. 3D-matrassen zijn zeer geschikt voor mensen die veel transpireren en/of last hebben van allergieën. 3D-matrassen hebben een extreem hoge puntelasticiteit, hebben een sterk drukverlagende werking, terwijl zij zacht en comfortabel zijn.
- Gel In de matrassenwereld ziet men vaak gelmatrassen voorbij komen. Echter wordt in veel gevallen niet hetzelfde bedoeld. Er zijn namelijk matrassen die een volledige gellaag gebruiken. Dit voelt aan als een soort gelatinepudding. Een gelmatras kan heel prettig liggen maar het is zeker niet voor iedereen geschikt. Wel voelt dit gel heel koel aan, wat veel mensen prettig vinden. Alleen, de verkoeling hiervan is maar tijdelijk. Ligt men te lang in dezelfde houding dan neemt de gel vanzelf de warmte van het lichaam aan. Door de gesloten celstructuur kan de warmte namelijk geen kant op. Daarom zijn er ook schuimsoorten waarin kleine geldeeltjes verwerkt zitten. Door de gel te combineren met een ander schuimsoort kan je meer ventilatie creëren. Er is dus wel degelijk verschil ook al wordt het beide gel genoemd.

### Metalen veren

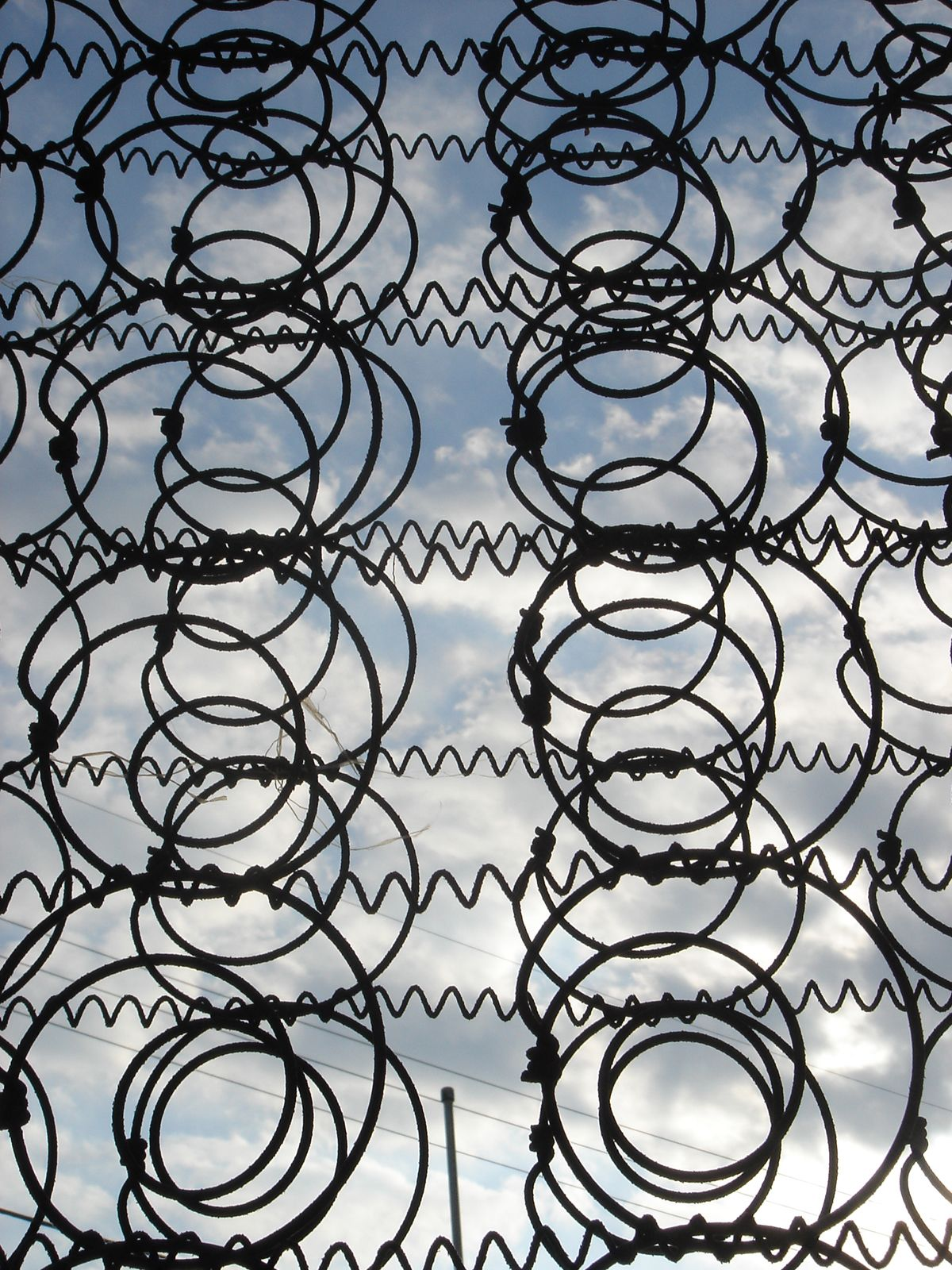
Het binnenwerk van een matras, waarbij de metalen veren aan elkaar gekoppeld zijn

- Binnenvering. Binnenvering is een algemene term voor een matras waarin een kern van metalen veren zit. Deze kern bestaat uit één geheel, waardoor de conformiteit van de matras beperkt is. De boven- en onderkant van de kern worden afgedekt met comfortlagen, bijvoorbeeld: HR-schuim, latex, katoen, wol, paardenhaar, etc.
- Pocketvering. Bij pocketveringmatrassen bestaat de kern uit vele metalen veren (5-slags of 7-slags) waarbij elke veer per stuk is verpakt in een zakje van katoen of 'non-woven' materiaal. Vaak is de kern opgedeeld in comfortzones. De zones verschillen in hardheid door toepassing van verschillende draaddiktes. Bij een pocketverenmatras veert en functioneert elke veer afzonderlijk van elkaar. Daardoor is sprake van een hoge conformiteit: het aanpassingsvermogen van de veren aan de contouren van het lichaam is hoog. Doordat de veren vaak thermisch gehard zijn, behouden de veren hun veerkracht. Een pocketveringmatras biedt niet alleen een goede ondersteuning maar ventileert ook beter dan andere matrastypes.

### Plantaardige vezels
- Kapokmatras. Kapok, de zachte vezels uit de vruchten van een kapokboom. Dit wordt tegenwoordig bijna niet meer gebruikt.
- Stromatras. Dit werd vroeger gebruikt. Een katoenen zak werd gevuld met stro en diende als matras. Soms werd er door het stro lievevrouwebedstro (Galium odorata) gemengd om het beter te laten geuren. Een filler kreeg bij aankomst van z'n maten vaak een strozak met samengeperste plakken stro uit een strobaal, die pas na weken gebruik de lichaamsvorm overnamen.
- Zeegrasmatras. Deze worden tegenwoordig niet meer gebruikt. De matrassen bestonden uit een omhulsel dat was gevuld met gedroogd zeewier.
- Katoen. Katoen wordt als comfortlaag gebruikt. Katoen kan goed vocht opnemen en weer afstoten. Hierdoor wordt de vochtregulatie verbeterd.

### Dierlijke materialen
- Verenmatras. Een matras gevuld met ganzenveren of eendenveren. Een bed met een verenmatras werd ook wel een "schudbed" genoemd omdat het vaak (soms dagelijks) opgeschud moest worden om het egaal en zacht te houden.
- Een matras met paardenhaar. Paardenhaar is een duurzaam materiaal. Tegenwoordig wordt paardenhaar alleen nog toegepast als afdeklaag.
- Een matras met kamelenhaar/wol. Is een mengeling tussen de haren en de wol die in de vacht zitten van de kameel. Wordt toegepast in de afdeklagen van luxe matrassen. Draagt bij aan de warmteregulatie van de mens tijdens het slapen.

### Lucht
- Luchtmatras. Deze matrassen zijn harder of zachter te maken met behulp van een luchtpomp. Ook komt er geen ligkuil in dit type matras, waardoor de levensduur lang is. Voor het ligcomfort wordt vaak een combinatie gemaakt met een traagschuim, koudschuim of latex talalay toplaag.

De uitgebreide systemen worden vaak in zorginstellingen gebruikt en noemt men ook wel alternerende systemen, waarbij de luchtbanen om en om worden gevuld met lucht. Deze lucht circuleert continu en geeft het zogenaamde wisseldruk-effect. Het doel hiervan is doorliggen (ook wel decubitus) te voorkomen.
- Een luchtbed is een eenvoudige matras, meestal alleen voor tijdelijk gebruik.

### Waterbed
- Een waterbed heeft een met water gevulde waterzak, die de contouren van het lichaam volgt. Een waterbed zorgt voor een goede drukverdeling. De matras moet bijverwarmd worden omdat het water anders het lichaam van de slaper afkoelt. Waterbedden kunnen enorm variëren voor wat betreft de stabiliteit. Afhankelijk van het aantal 'kamers' of vezellagen (fiber), al dan niet met lagen schuim, in deze waterzak en de opbouw van deze combinaties. Deze stabiliteit wordt meestal weergegeven in procenten of aantal lagen. Hoe hoger het percentage, hoe rustiger men ligt. Zie Waterbed voor het hoofdartikel over dit onderwerp.

### 3D-vezelvlechtwerk
- 3D-vezelvlechtwerk is een relatief nieuw materiaal voor matrassen, kussens en dekbedden. Door middel van een driedimensionale techniek worden twee weefsels verbonden met duizenden verticale vezels. Het materiaal bestaat uit 100% polyester monofilament en is hierdoor zeer brandveilig en volledig recyclebaar. Matrashoezen gemaakt van 3D-vezelvlechtwerk zijn anti-allergeen, antistatisch, vrij van schadelijke stoffen en resistent tegen huisstofmijt en schimmels.

### Tijk
Het omhulsel van de matras wordt ook wel tijk genoemd. Vroeger was deze standaard van katoen, maar kan tegenwoordig ook geheel of gedeeltelijk uit synthetisch materiaal zijn opgebouwd.

## Andere ondergronden om op te slapen
In Nederland en België zijn matrassen heel normaal. Maar met name in warme landen gebruikt men soms andere ondergronden om op te slapen. In India kent men bijvoorbeeld een bed dat bestaat uit een omlijsting met kruislings gespannen banden. Men slaapt daarop zonder matras. In Vietnam slaapt men geregeld op een matje op de grond. Ook in Afrika slapen sommige stammen op een koeienhuid. En in een ruimtecapsule is er geen ondergrond nodig vanwege de gewichtloosheid en slaapt men in een soort slaapzak zonder matras.

## Matrastopper
Een matrastopper is een dun matras van 5 tot 10 cm dik. Het is een extra laag van comfortabel materiaal dat bovenop een bestaand matras wordt geplaatst. Het is ontworpen om het slaapoppervlak van het matras te verbeteren en het comfort te verhogen. Matrastoppers zijn er in verschillende diktes en materialen, waaronder traagschuim, latex, pocketvering en koudschuim. Een van de belangrijkste voordelen van het gebruik van een matrastopper is het vermogen om de ondersteuning en zachtheid van het bestaande matras te verbeteren. Dit kan vooral gunstig zijn voor mensen met rugpijn of andere lichamelijke klachten. 